# KS-1 (Knight's Stoner 1)
Le KS-1 (Knight's Stoner 1) est un fusil d'assaut conçu en 2023 par Knight's Armament Company. Il a été adopté par les Royal Marines pour remplacer le L85 IW.

## Caractéristiques
Le KS-1 utilise un canon forgé par martelage à froid, lui permettant de résister à des températures extrêmes, et son protège-main flottant couvre toute la longueur du canon, ce qui contribue à protéger davantage le canon de tout dommage potentiel. Il est équipé par défaut d'un silencieux et de viseurs optiques et thermiques,,.

## Utilisateurs
En septembre 2023, l'armée britannique a mené le projet Grayburn pour remplacer son stock de fusils L85 IW et a acheté 1 620 fusils KS-1 pour 15 millions de livres sterling, avec la possibilité d'en acheter jusqu'à 10 000 au cours de la prochaine décennie ; il est désigné par la référence L403A1,,,.